# Kamen Rider × Super Sentai: Super Hero Taisen
Kamen Rider × Super Sentai: Super Hero Taisen (仮面ライダー×スーパー戦隊 スーパーヒーロー大戦 Kamen Raidā × Supā Sentai Supā Hīrō Taisen) là một bộ phim điện ảnh được sản xuất năm 2012, là sự kết hợp chéo giữa hai dòng phim siêu anh hùng Kamen Rider và Super Sentai.
Bộ phim có sự xuất hiện của các nhân vật chính trong Kamen Rider Decade và Kaizoku Sentai Gokaiger cũng như Kamen Rider Fourze và Tokumei Sentai Go-Busters. Một số diễn viên trong Kamen Rider Den-O như Rina Akiyama, Kenjirō Ishimaru, và Toshihiko Seki cũng xuất hiện với vai diễn tương ứng.

## Tổng quan
Kamen Rider Club phát hiện ra hạm đội Dai-Zangyack của đại đế Captain Marvelous đang hướng về phía Trái Đất nhằm chiếm lấy sức mạnh tối thượng của các Kamen Rider và "Kho báu tối cao vũ trụ" (宇宙最高のお宝 Uchū Saikō no Otakara). Trong khi đó, Tsukasa Kadoya quay trở lại làm Đại thủ lĩnh của Dai-Shocker, hồi sinh những kẻ thù của Kamen Rider đã chết nhằm huỷ diệt các nhóm Super Sentai.

## Cốt truyện
Bộ phim mở đầu bằng cảnh Captain Marvelous/GokaiRed chiến đấu và đánh bại 7 Kamen Rider huyền thoại (Kamen Rider Ichigo, Nigo, V3, Riderman, X, Amazon, Stronger), sau đó Kamen Rider Decade xuất hiện và đối mặt với GokaiRed.
Sau cảnh tựa phim, câu chuyện được đưa lên mặt trăng, nơi Gentaro Kisaragi/Kamen Rider Fourze cùng với một số thành viên của Kamen Rider Club đang ngắm sao và họ phát hiện sự di chuyển của một đạo quân ngoài hành tinh hướng về Trái Đất. Đạo quân đó đã hạ cánh và tấn công vào trường trung học Amanogawa. Gentaro trở về trường để ngăn cản đội quân đó, và bất ngờ đối mặt với Captain Marvelous, người tuyên bố sẽ tiêu diệt các Rider. Khi GokaiRed và các Gokai Change của mình đã gần như áp đảo các State của Fourze thì GokaiBlue, GokaiYellow, GokaiGreen, GokaiPink và GokaiSilver bất thình lình xuất hiện, ngăn cản đạo quân của Marverlous. Bốn người hỏi Marvelous lý do của trận chiến này, và anh ta trả lời rằng đây là để bảo vệ các Sentai khỏi tay Kamen Rider Decade. Ryusei Sakuta/Kamen Rider Meteor đến hỗ trợ chống lại đạo quân Dai-Zangyack nhưng cũng bị đánh bại bởi Rider Hunter Silva khiến Fourze phải rút lui.
Thành phố của các Go-busters đột nhiên bị tấn công bởi một nhóm sinh vật lạ, buộc các Go-busters phải xuất hiện chống lại chúng, những kẻ tự xưng là Dai-Shocker. Thủ lĩnh của chúng, Kamen Rider Decade xuất hiện và chiến đấu với Go-busters. Tuy nhiên, dù sử dụng nhiều KamenRide card khác nhau, nhưng Decade vẫn phải lùi bước trước Go-busters, trước khi đối diện các Gokaiger. Decade giải thích rằng chính Marvelous đã tiêu diệt Kamen Rider Ichigo và anh phải bảo vệ các Rider bằng cách huỷ diệt tất cả Sentai. Đạo quân chủ lực của Dai-Shocker xuất hiện, áp đảo các Gokaiger và Decade đã tiêu diệt GokaiYellow, GokaiPink, GokaiSilver, buộc Go-busters, cũng như Joe/GokaiBlue và Don/GokaiGreen phải rút chạy.
Trở về tàu Gigant Horse, Marvelous tập hợp các tướng lĩnh ra lệnh truy tìm Kamen Rider OOO. Trên Trái Đất, Eiji Hino/Kamen Rider OOO với sự hỗ trợ của 2 Kamen Rider Birth chiến đấu với đội quân của Burajira. Trong khi Marvelous đứng ngoài quan sát thì Kaito Daiki/Kamen Rider Diend xuất hiện, tấn công và hỏi mục đích của Marvelous. Trước khi phản kích và đánh bại Kaito, Marvelous tiết lộ rằng anh đang theo đuổi Kho Báu tối cao Vũ Trụ. Sau khi xử 2 Birth, GokaiRed định tiêu diệt Diend thì OOO nhảy vào đỡ đòn và bị tiêu diệt. Kaito đã dẫn Hina, người đang giữ sức mạnh OOO, bỏ chạy vào bức màn không gian. Sau đó họ nhận ra mình đã lạc vào Crisis Fortress, căn cứ của Dai-Shocker và nghe về kế hoạch tấn công Goseiger của Tsukasa. Sau đó họ bị phát hiện và Tsukasa đề nghị Kaito theo phe mình, nhưng anh đã từ chối. Kaito một lần nữa dẫn Hina đi qua bức màn không gian và vô tình chạm mặt nhóm Joe đang ẩn náu. Nhóm Dai-Shocker đuổi theo đã chiến đấu với nhóm Joe. Hina và Kaito không thể đứng nhìn nên đã ra tay giúp đỡ. Nhận ra Kaito là một Rider, Joe tấn công anh, nhưng đã dừng tay để hợp tác và giải quyết vấn đề. Sau khi bàn bạc trên GokaiGalleon, họ đến nơi Decade chiến đấu với Goseiger, vừa khi các Goseiger bị đánh bại. Tức giận, Joe liều lĩnh xông ra tấn công Decade, nhưng đã bị các thuộc hạ Dai-Shocker ngăn cản. Trước khi Joe bị giết hại, Marvelous đã xuất hiện kịp lúc, yêu cần Joe rút lui và tìm gặp Akarenger để tìm hiểu mọi chuyện. Còn phần mình Marvelous giao chiến với Decade trong một trận chiến giữa Gokai Change và KamenRide card, nhưng bất phân thắng bại. Cả hai đề nghị dừng chiến và để dành cho trận đánh cuối cùng.
Để tìm gặp Akaranger, người vốn đã bị Decade tiêu diệt, nhóm Joe-Kaito đã nhờ tàu DenLiner của các Imagin đưa về quá khứ năm 1976 và mang Akarenger về hiện tại để giải quyết mâu thuẫn. Akarenger đã triệu tập các Super Sentai còn sót lại, cùng lúc với nhóm Kamen Rider được tập hợp bởi Kamen Rider Ichigo. Thay vì giải quyết mâu thuẫn, cả hai nhóm đã lao vào tấn công nhau, kết quả là tất cả đều bị tiêu diệt, ngoại trừ Akarenger và Ichigo.
Sau đó, cả hai tiết lộ bản thân chính là GokaiRed và Decade giả dạng, nhằm tiêu diệt nhóm bên kia. Cảm thấy mình bị lợi dụng, Joe đã tức giận và trách mắng Marvelous, nhưng anh ta thản nhiên phủ nhận tình bạn của họ, và cùng với Tsukasa tiêu diệt Joe và Kaito. Khi đã rảnh tay, họ bắt đầu trận chiến thực sự của riêng mình.
Khi cả hai chiến đấu tới sức cùng lực kiệt cũng là lúc liên minh Shocker-Zangyack lộ mặt và tuyên bố đã lợi dụng cả hai để tiêu diệt tất cả Kamen Rider và Super Sentai. Khi chúng tưởng như đã có thể thực hiện kế hoạch Big Machine thành công bằng cách kết hợp Gigant Horse và Crisis Fortress, thì Tsukase và Marvelous đứng dậy, tiết lộ rằng chính chúng mới là những kẻ bị lợi dụng, và các siêu anh hùng vẫn còn tồn tại trong một chiều không gian khác. Sau khi liên minh Shocker-Zangyack triệu tập quân lực, thì Fourze và Red Buster xuất hiện, dẫn theo Meteor, các Go-buster khác, cũng như tất cả Kamen Rider và Super Sentai. Cuộc chiến đích thực nổ ra.
Trong khi các nhóm Rider-Sentai liên thủ đánh bại từng quái vật một, thì Kaito xuất hiện trước mặt Decade và Gokaiger, cho rằng kế hoạch của họ rất đáng ghét và anh muốn trả thù bằng cách tạo ra Big Machine. Go-busterOh của các Go-buster, có sự hỗ trợ của Fourze, đã mang Big Machine ra ngoài vũ trụ và dùng Rocket Drill Go-busterOh để tiêu diệt.

## Diễn viên
Series Kamen Rider
- Tsukasa Kadoya (門矢 士 Kadoya Tsukasa?): Masahiro Inoue (井上 正大 Inoue Masahiro?)
- Daiki Kaito (海東 大樹 Kaitō Daiki?): Kimito Totani (戸谷 公人 Totani Kimito?)
- Narutaki (鳴滝?): Tatsuhito Okuda (奥田 達士 Okuda Tatsuhito?)
- Gentaro Kisaragi (如月 弦太朗 Kisaragi Gentarō?): Sota Fukushi (福士 蒼汰 Fukushi Sōta?)
- Kengo Utahoshi (歌星 賢吾 Utahoshi Kengo?): Ryuki Takahashi (高橋 龍輝 Takahashi Ryūki?)
- Yuki Jojima (城島 ユウキ Jōjima Yūki?): Fumika Shimizu (清水 富美加 Shimizu Fumika?)
- Miu Kazashiro (風城 美羽 Kazashiro Miu?): Rikako Sakata (坂田 梨香子 Sakata Rikako?)
- Shun Daimonji (大文字 隼 Daimonji Shun?): Justin Tomimori (冨森 ジャスティン Tomimori Jasutin?)
- Tomoko Nozama (野座間 友子 Nozama Tomoko?): Shiho (志保?)
- JK (ＪＫ（ジェイク） Jeiku?): Shion Tsuchiya (土屋 シオン Tsuchiya Shion?)
- Ryusei Sakuda (朔田 流星 Sakuda Ryūsei?): Ryo Yoshizawa (吉沢 亮 Yoshizawa Ryō?)
- Eiji Hino (火野 映司 Hino Eiji?): Shu Watanabe (渡部 秀 Watanabe Shū?)
- Hina Izumi (泉 比奈 Izumi Hina?): Riho Takada (高田 里穂 Takada Riho?)
- Momotaros (モモタロス Momotarosu?, Voice): Toshihiko Seki (関 俊彦 Seki Toshihiko?)
- Naomi (ナオミ Naomi?): Rina Akiyama (秋山 莉奈 Akiyama Rina?)
- Owner (オーナー Ōnā?): Kenjirō Ishimaru (石丸 謙二郎 Ishimaru Kenjirō?)

Series Super Sentai
- Captain Marvelous (キャプテン・マーベラス Kyaputen Māberasu?): Ryota Ozawa (小澤 亮太 Ozawa Ryōta?)
- Joe Gibken (ジョー・ギブケン Jō Gibuken?): Yuki Yamada (山田 裕貴 Yamada Yūki?)
- Luka Millfy (ルカ・ミルフィ Ruka Mirufi?): Mao Ichimichi (市道 真央 Ichimichi Mao?)
- Don Dogoier (ドン･ドッゴイヤー Don Doggoiyā?): Kazuki Shimizu (清水 一希 Shimizu Kazuki?)
- Ahim de Famille (アイム・ド・ファミーユ Aimu do Famīyu?): Yui Koike (小池 唯 Koike Yui?)
- Gai Ikari (伊狩 鎧 Ikari Gai?): Junya Ikeda (池田 純矢 Ikeda Jun'ya?)
- Hiromu Sakurada (桜田 ヒロム Sakurada Hiromu?): Katsuhiro Suzuki (鈴木 勝大 Suzuki Katsuhiro?)
- Ryuji Iwasaki (岩崎 リュウジ Iwasaki Ryūji?): Ryouma Baba (馬場 良馬 Baba Ryōma?)
- Yoko Usami (宇佐見 ヨーコ Usami Yōko?): Arisa Komiya (小宮 有紗 Komiya Arisa?)